# Fokker F.II
El Fokker F.II va ser el primer d'una llarga sèrie d'avions comercials de l'empresa d'avions de Fokker, amb primer vol el 1919. En l'ra dels biplans, va presentar un estil monoplà net i de gran ala que es venia amb èxit a Europa i Amèrica del Nord durant el desenvolupament de l'aviació comercial de passatgers.